# Torralba de Calatrava
Torralba de Calatrava è un comune spagnolo di 3 107 abitanti situato nella comunità autonoma di Castiglia-La Mancia.